# Will Wissink
Will Wissink (Den Haag, 11 februari 1965) is een Nederlandse filmregisseur bekend om zijn documentaires en speelfilms.

## Biografie
Wissink groeide op in Den Haag, nabij het Zuiderpark. Zijn vader, Willy Wissink, was leadgitarist van de band Willy and his Giants, een prominente band uit de Haagse beatscene van de jaren zestig. Op vijftienjarige leeftijd begon Wissink zelf te drummen.
Na zijn opleiding aan de lagere technische school maakte Wissink op zijn zestiende de film De Duistere Planeet. Deze film diende als onderdeel van zijn toelating tot de Filmacademie in Amsterdam, waar hij, ondanks zijn jonge leeftijd, werd toegelaten. Tijdens zijn studie aan de academie maakte hij de korte thriller Midnight Terror, ondersteund door onder andere de Haagse Filmstichting.

## Carrière
Wissink regisseerde diverse commercials en televisiedrama's voordat hij zijn speelfilmdebuut maakte met Dropouts, geproduceerd in samenwerking met scenarioschrijfster Zebi Damen. Het is een liefdesdrama dat zich afspeelt in het daklozencircuit. De film in 1998 werd voor een Gouden Kalf voor Beste Film genomineerd. Vervolgens werkte hij opnieuw samen met Damen aan Mijn vader is een detective, een jeugdfilmtrilogie die zonder steun van filmfondsen werd geproduceerd. Het budget van de eerste film van ongeveer 1,2 miljoen euro werd bijeengebracht door investeerders.
In 2001 maakte Wissink de muziekdocumentaire Mijn Vader is een Rocker! voor het NTR-programma Het Uur van de Wolf. Deze documentaire belicht het leven van zijn vader en andere Haagse muzikanten uit de jaren zestig. Na het overlijden van zijn vader in 2013 ontstond het idee voor een tweede documentairefilm Rock City: The Life We Live. De film besteedt aandacht aan de invloed van Haagse rockmuziek op de Nederlandse popmuziek en de moeilijkheden van het ouder worden als muzikant. Hij interviewt muzikanten die samen met zijn vader aan de wieg stonden van de Haagse popmuziek. Wissink gebruikt archiefmateriaal en interviews met bandleden van groepen zoals Q65 en Livin' Blues. Wissink werkte zeven jaar aan de film.

## Persoonlijk
Will Wissink is getrouwd met Zebi Damen, met wie hij een kind heeft.